# Promise (ゴスペラーズの曲)
「Promise」（プロミス）は、ゴスペラーズのデビュー・シングル。1994年12月21日にキューンミュージックから発売された。

## 解説
表題曲の「Promise」は、テレビ朝日系列『TVダイジェスト』のエンディングテーマに使用されていた。
発売当初は8cmCDシングル形態であったが、2002年9月19日の再発売時に現仕様に合わせて12cmCDシングルで発売された。
ファースト・アルバム『The Gospellers』では「album version」が、ベスト・アルバム『Love Notes』『G10』では「a cappella」が収録されており、全部で3ヴァージョンが存在する。

## 収録曲
全編曲：小西貴雄
1. Promise [4:52]
  - 作詞：近藤聖子／作曲：鈴木三晴
2. JUST FEEL IT [4:58]
  - 作詞：ゴスペラーズ／作曲：黒沢カオル
3. Promise（オリジナル・カラオケ） [4:52]